# روبرتو سنسینی
روبرتو سنسینی (اسپانیایی: Roberto Sensini‎؛ زادهٔ ۱۲ اکتبر ۱۹۶۶) بازیکن فوتبال بازنشسته اهل آرژانتین است.
از باشگاه‌هایی که در آن بازی کرده است می‌توان به اودینزه، نیولز اولد بویز، لاتزیو و پارما اشاره کرد.
وی همچنین در تیم ملی فوتبال آرژانتین بازی کرده است.